# Cap Ann
Le cap Ann (en anglais : Cape Ann) est un cap de la côte Est des États-Unis. Il se trouve dans le nord-est de l'État du Massachusetts, au nord du plus notoire cap Cod et de la ville de Boston. Il forme la frontière nord de la baie du Massachusetts.
Rockport et Gloucester sont les deux principales villes du cap.

## Histoire
Après avoir brièvement porté d'autres noms, le cap Ann est finalement nommé d'après Anne (Anna) de Danemark (1574-1619), mère du roi d'Angleterre auquel fut présentée l'une des premières cartes détaillant la géographie de la côte locale.
Le 18 novembre 1755, un séisme a eu lieu au large de cap Ann (son épicentre aurait été situé à environ 39 km au large, à l'est du cap), entre 6,0 et 6,3 sur l'échelle de Richter ; il ne cause pas de victimes mais il endommage des centaines de bâtiments à Boston.

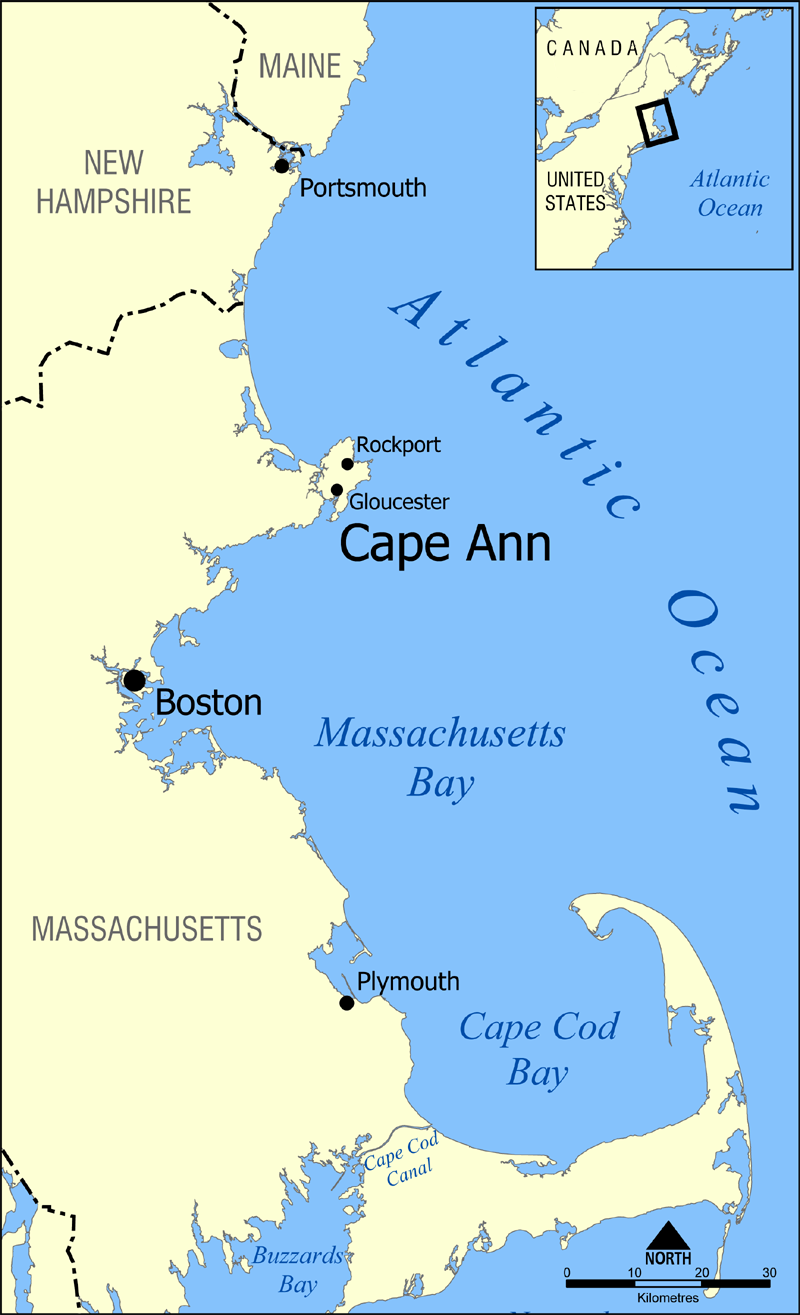
Cap Ann.